# ПФК Велбъжд (Кюстендил)
 Вижте пояснителната страница за други значения на Велбъжд.
 За другият футболен отбор със същото име вижте Велбъжд 1919 (Кюстендил).  
Велбъжд е български футболен клуб от Кюстендил, основан през 2004 г.
Играе домакинствата си на стадион „Осогово“ с капацитет 15 000 седящи места.

## История
През 2004 г. е учреден нов футболен клуб под името „Велбъжд“, със седалище в село Слокощица, община Кюстендил. През лятото на следващата година той се премества в областния град (откъдето е и „Велбъжд 1919“, който също играе в югозападната В група). Промяната става непосредствено преди началото на сезон 2005/06 и официалната регистрация се забавя. Затова отборът продължава да се води от Слокощица, въпреки че играе в Кюстендил.
Този клуб е наследник на местния „Спортист“, който през 1994 г. играе във Югозападната В-група, преименува се на „Велбъжд-Спортист“ и се премества да играе в Кюстендил. През 1996 г. отпада от В група. През 2009 г. се обединява с „Бенковски“ Костинброд и престава да съществува.

## Успехи
- девето място в Западна Б група: 2006/07 г.
- шестнадесетфиналист в турнира за Националната купа: по това време официалното наименование е Купа на България – 2007/08 г.

## Известни футболисти
- Кирил Граховски
- Даниел Младенов
- Иво Максимов
- Мирослав Казачки
- Емилиян Младенов
- Бранислав Горовски
- Светослав Боянов
- Пламен Петров
- Костадин Герганчев
- Иво Михайлов
- Росен Петров-Пецата
- Методи Стойнев
- Иван Литера
- Мартин Зафиров
- Ивайло Странджов
- Красимир Петков
- Адалберт Зафиров
- Цветозар Дерменджиев
- Ивайло Киров
- Антон Димитров
- Асен Стоянов
- Даниел Йорданов
- Георги Станиславов
- Росен Василев Петров
- Мартин Топузов
- Христо Марашлиев
- Никола Бойчев
- Георги Бижев
- Кристиян Гогев
- Георги Даскалов